# Zeta Arietis
Désignations
Zeta Arietis (ζ Arietis / ζ Ari)  est une étoile de la constellation zodiacale du Bélier. Elle est visible à l'œil nu et sa magnitude apparente est de 4,89. L'étoile présente une parallaxe annuelle de 11,89 mas telle que mesurée par le satellite Gaia, ce qui permet d'en déduire qu'elle est distante d'environ 84 pc (∼274 al) de la Terre. Elle s'éloigne du Système solaire à une vitesse radiale héliocentrique de +7 km/s.

## Propriétés
Zeta Arietis est une étoile blanche de la séquence principale de type spectral A1 V, d'une température de surface de 9 528 K. Elle tourne rapidement sur elle-même à une vitesse de rotation projetée de 133 km/s. L'étoile est environ 2,7 fois plus massive que le Soleil et elle est approximativement 77 fois plus lumineuse que le Soleil.

## Nomenclature et histoire
ζ Arietis, latinisé Zeta Arietis, est la désignation de Bayer de l'étoile. Elle porte également la désignation de Flamsteed de 58 Arietis.

### Du ciel arabe aux catalogues internationaux

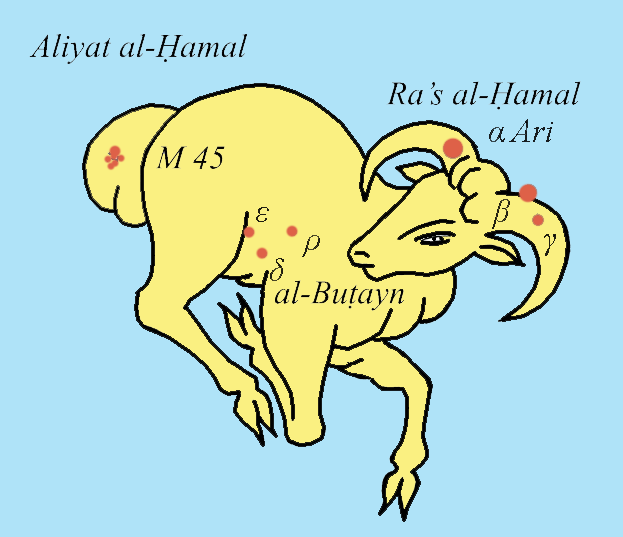
La figure de الحمل al-Ḥamal, « l'Agneau », dans le ciel arabe traditionnel.

Al Butain IV est le nom qu'elle porte dans certains catalogues contemporains. C’est l'arabe بطين buţain, diminutif de بطن baţn « ventre », qui existe dans les calendriers arabes traditionnels et s’applique au groupe ε, ρ et ζ Ari dans la figure de الحمل l’Agneau arabe, c’est-à-dire non pas la figure du Bélier gréco-arabe, adopté par les astronomes avec la traduction de la Μαθηματική σύνταξις de Claude Ptolémée, et qui porte le même nom, mais de la figure de UDU = Immeru », « l’Agneau mâle » venu de Mésopotamie par la voie aranéenne tel qu’il figure dans le calendrier arabe traditionnel des Manāzil al-qamar. Ce nom s'explique par le fait que la figure de الحمل al-ḥamal, littéralement « l'Agneau mâle de moins d'un an », est plus grand que celui que nous connaissons par les Grecs, puisque les Pléiades sont situées sur sa queue (arabe الألية al-Aliya),. Relevé dans la transcription ’Al-Buţain’ à partir des textes arabes, notamment le traité de ᶜAbd al-Raḥmān al-Ṣūfī (964), par Richard Hinckley Allen (1899), il est repris comme nom par Jack W. Rhoads (1971) pour les étoiles du groupe π, ρ, ε et ζ Ari, numérotées dans l’ordre de I à IV et passe ainsi sur la toile.

### En Chine

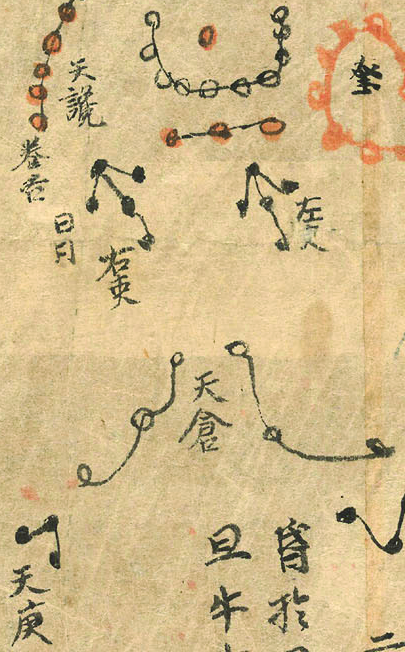
La constellation (星官 xīng guān) de 天阴 Tiān yīn sur la Carte de Dunhuang (ca. 649-684). Comme celles du石星经 Shí shì xīng jīn, « le Canon astral de Maître Shí », elles y sont indiquées en blanc.

天阴二 est, dans l’astronomie chinoise, le nom de ζ Ari, soit la 2e étoile (星xiīng) de la constellation (星官 xīng guān) de 天阴 Tiān yīn, « le Yin céleste », et correspond au groupe à peu près au εζτδ/65 Ari dans 巫咸氏 Wu Xian shì, « le Canon Wū xián (av. Le IIIe s. de notre ère) et indiquées en blanc en blanc sur la Carte de Dunhuang (ca. 649-684).